# Júnior Santos (Fußballspieler, 1994)
José Antonio dos Santos Júnior, oder einfach Júnior Santos (* 11. Oktober 1994 in Conceição do Jacuípe), ist ein brasilianischer Fußballspieler.

## Karriere
Júnior Santos spielte bis 2017 beim brasilianischen Club FC Osvaldo Cruz in Osvaldo Cruz. 2018 wechselte nach Itu zum Ituano FC. Von April 2018 bis November 2018 wurde er an AA Ponte Preta nach Campinas ausgeliehen. Ebenfalls auf Leihbasis spielte er von Januar 2019 bis Juni 2019 bei Fortaleza EC in der Küstenmetropole Fortaleza. Mit dem Club gewann er die Staatsmeisterschaft von Ceará sowie die Copa do Nordeste. Im Juli 2019 wechselte er nach Asien. Hier unterschrieb er einen Vertrag beim japanischen Zweitligisten Kashiwa Reysol. Mit dem Verein aus Kashiwa wurde er Ende 2019 Meister der J2 League und stieg in die erste Liga auf. Im August 2020 wurde er an den Ligakonkurrenten Yokohama F. Marinos ausgeliehen. Für Yokohama absolvierte er 22 Spiele und schoss dabei 13 Tore. Anfang 2021 wechselte er nach Hiroshima zum ebenfalls in der ersten Liga spielenden Sanfrecce Hiroshima. Mitte August 2022 wechselte er auf Leihbasis in sein Heimatland zum Erstligisten Botafogo FR nach Rio de Janeiro. Nachdem sich die Klub nicht auf eine Verlängerung der Leihe einigen konnten, nahm ein anderer Klub die Gelegenheit wahr und löste ihn bei Sanfrecce aus.
Im Januar 2023 wechselte Júnior Santos zum zweiten Mal zu Fortaleza. Der Stürmer unterschrieb bis Dezember 2025. Der Klub erwarb die wirtschaftlichen Rechte für 700.000 US-Dollar (3,6 Millionen Real). Bereits im März verließ er den Klub wieder, um sich erneut Botafogo anzuschließen. Der Kontrakt erhielt eine Laufzeit bis Jahresende 2025. Der Klub zahlte eine Ablöse von 200.000 US-Dollar. Mit Botafogo gewann Santos die Copa Libertadores 2024 und wurde zudem Torschützenkönig des Wettbewerbs. Anfang Dezember schloss sich der Gewinn der Série A 2024 an.
Im Januar 2025 wurde der Wechsel von Santos zu Atlético Mineiro bekannt. Der Kontrakt erhielt eine Laufzeit über vier Jahre.

## Erfolge
Fortaleza EC
- Staatsmeisterschaft von Ceará: 2019
- Copa do Nordeste: 2019

Kashiwa Reysol
- J2 League: 2019

Sanfrecce Hiroshima
- J.League Cup: 2022

Botafogo
- Copa Libertadores: 2024
- Campeonato Brasileiro de Futebol: 2024

Atlético Mineiro
- Staatsmeisterschaft von Minas Gerais: 2025

## Auszeichnungen
- Torschützenkönig Copa do Nordeste 2019
- Torschützenkönig der Copa Libertadores 2024